# マルクス・アウレリウス門

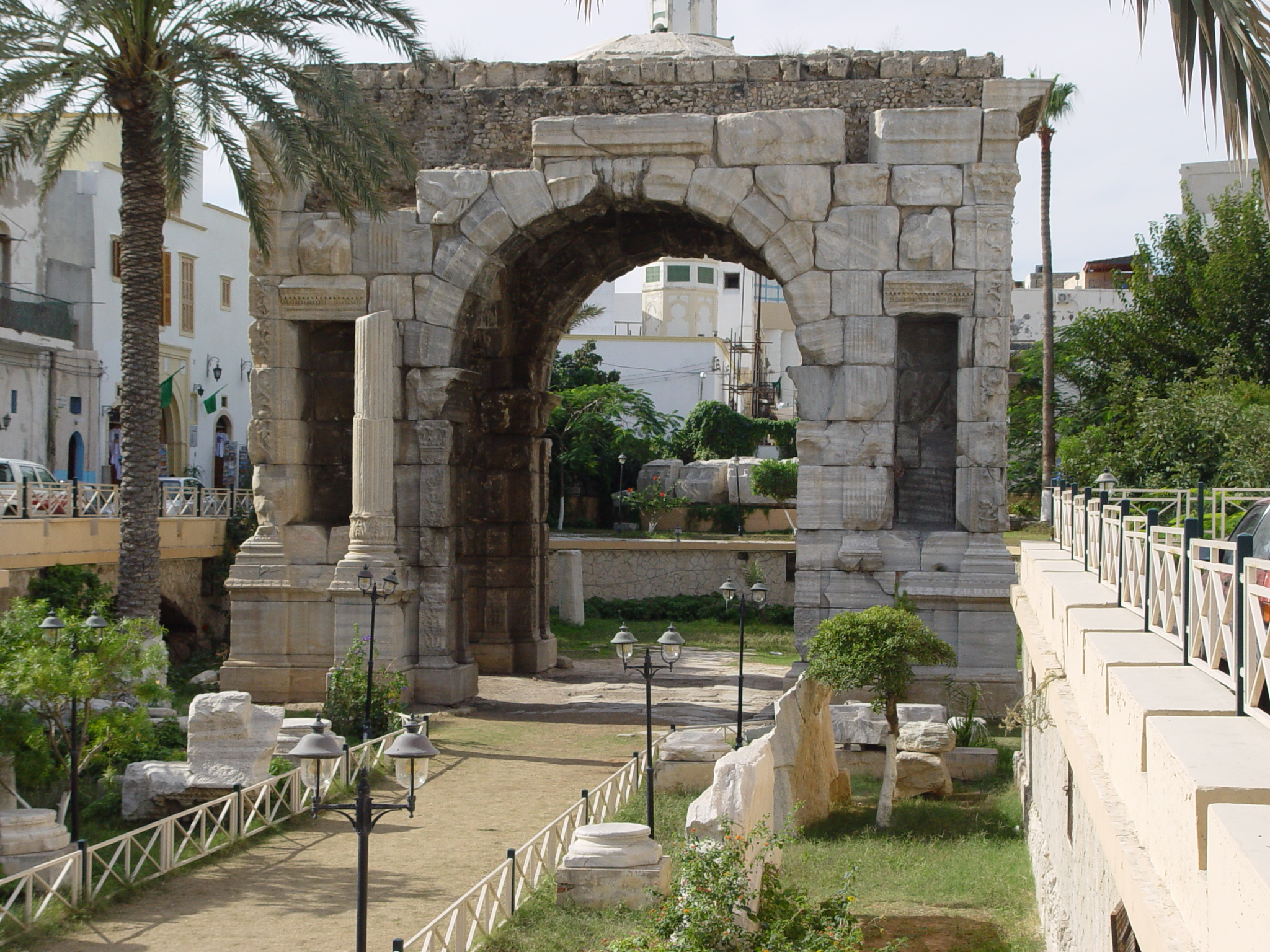
マルクス・アウレリウス門

マルクス・アウレリウス門（マルクス・アウレリウスもん、Arch of Marcus Aurelius）はリビアのトリポリにある凱旋門。
ローマ帝国ネルウァ＝アントニヌス朝の皇帝、ルキウス・ウェルスが164年にアルサケス朝パルティアの王ヴォロガセス4世を破り、クテシフォンを手に入れた記念として、165年にマルクス・アウレリウス・アントニヌスの名を冠して建造された。
ローマ都市オエア時代には町を南北に走るカルド・マクシムス通りと、東西に走るデクマヌス・マクシムス通りの交差点として交通の要所の役割を果たしていた。